# 紅軍村區 (楚瓦什共和國)

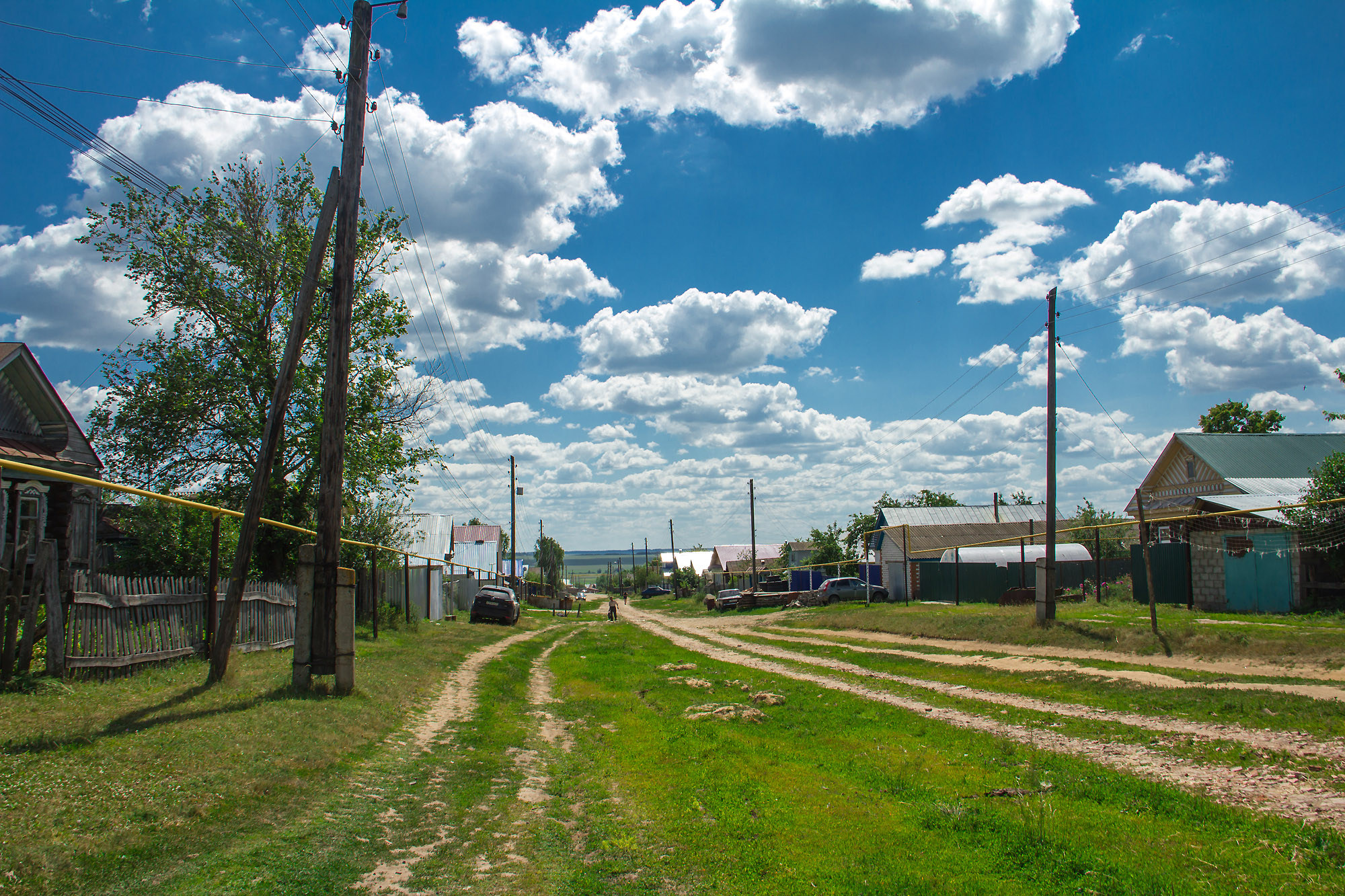

55°46′02″N 47°10′11″E / 55.76722°N 47.16972°E
紅軍村區（俄语：Красноармейский район），是俄羅斯的一個區，位於該國西部，由楚瓦什共和國負責管轄，始建於1935年1月9日，面積456.3平方公里，2010年人口16,036，人口密度每平方公里35.14人。